# Красногорівський вогнетривкий завод
ВАТ «Красногорівський вогнетривкий завод» — одне з найстаріших підприємств в Україні. У 1999 році заводу виповнилося 100 років. Розташоване в місті Красногорівка, Донецької області.

## Історія
До революції не території міста були сусідами два поміщика. У районі нинішніх полів фермерів знаходилася садиба поміщика Петра Валерійовича Камінського. Згодом у ній розташувався будинок для дітей-сиріт «Червоний орач». А землі колишнього колгоспу ім. Леніна належали поміщику Карпову. Цей поміщик заснував великий ліс-сад на околиці теперішнього міста. Красного рівці називають його «Карпів Сад». На його міні-заводі виготовляли червону черепицю. У 1895 році поміщик Камінський заснував Красногорівське франко-російське товариство вогнетривких виробництв, яке в 1899 році заклало Красногорівський вогнетривкий завод, який дав через два роки першу продукцію. Розвиток виробництва вимагав великої кількості робочих рук. До заводу невдовзі прийшли селяни із місцевих селищ: Мар'їнки, Максимільянівки, Старо-Михайлівки, Григорівки, Антонівки, Ганнівки. Почалося приватне житлове будівництво, робітники рили собі землянки. Так з'явилося перше робітниче селище.

## Сучасність
Зараз ВАТ «Красногорівський вогнетривкий завод» — сучасне вогнетривке підприємство, потужність якого розрахована на виробництво протягом року 120 тис. тонн динасових і 220 тис. тонн шамотних виробів, 180 тис. тонн мелених матеріалів. Продукція заводу застосовується для футерування теплових агрегатів різних галузей промисловості: металургійної, скляної, коксохімічної, будівельних матеріалів та інших.
Якісна сировина, сучасні техніка та устаткування, а також великий виробничий досвід дають підприємству змогу виробляти і поставляти вогнетриви, які за якістю та асортиментом відповідають світовому рівню.
Маючи значний науково-технічний потенціал та потужну виробничу базу, завод зарекомендував себе надійним партнером як в Україні, так і за кордоном. Вироби з маркою заводу постачаються понад 3000 підприємствам Країни, країн ближнього і далекого зарубіжжя.

## Музей заводу
17.10.1986 року був виданий наказ директора заводу Лук'янова про створення музею історії вогнетривкого заводу. Вже в 1992 році музей відвідали перші екскурсанти.
На площі 550 м2 представлені експонати, що висвітлюють історію створення заводу, життя його працівників в різні періоди, творчість та різноманітну діяльність людей, що віддали велику частину свого життя роботі на заводі.
У створенні музею брали участь працівники всіх цехів заводу. Деякі експонати мають велике художнє та естетичне значення. У їхньому створенні брали участь місцеві художники та вмільці Каіра, Кривушин, Лицерний, Глазов та ін. Керував усіма роботами В. Ф. Глазов.
Нині хранителем музею є колишня вчителька російської мови та літератури другої загальноосвітньої школи — Долженкова Ольга Григорівна.
Відвідувачами музею були численні зарубіжні делегації країн-співробітників вогнетривкого заводу з Єгипту, США та інших країн. У 1998 році музей відвідала рекордна кількість екскурсантів — 5 674.
Постійним попитом музей користується серед школярів, мешканців міста та приїжджих ділових партнерів, що цікавляться історією міста та минулим пращурів.